# Barrum
Barrum is een nederzetting in de Nederlandse gemeente Waadhoeke in de provincie Friesland. De plaats ligt direct ten zuiden van Tzum in de Barrumerpolder aan een zijweg (landweg) van de Slotwei. Anno 2024 bestaat het uit een tweetal boerderijen.
Over de status van Barrum heerst enige onduidelijkheid. Barrum wordt door het kadaster niet gezien als buurtschap. Slechts de Nieuwe Encyclopedie van Fryslân uit 2016 noemt Barrum als buurtschap van Tzum.

## Geschiedenis
Barrum was oorspronkelijk een bewoonde terp. De meest diep gelegen boerderij zou staan op een deel van de terp. De terp is waarschijnlijk rond 1925 afgegraven.
De plaats werd onder andere vermeld als Beerma Buren in 1406, als Berrum in 1427, als Berrem in 1457, waarschijnlijk foutief als Barzum in 1664 en de 19e eeuw en als Barrum vanaf 1850. De naam zou mogelijk duiden op een woonplaats in een slijkerig land, van het Oudfriese woord 'ber' voor slijk, of op de woonplaats van de persoon Bera.

### Staten
In en rond Barrum hebben waarschijnlijk een drietal states gestaan, hoewel de informatie niet geheel eenduidig is. 
De oudste vermelding dateert uit 1406, en vermeldt een stins en twee states op de terp Berrum, dichtbij de huidige Slotwei: de Egberts state en de Elgera statha by Siurd Berma stinze, vrij vertaald; "Elgera state bij de stins van Sjoerd te Berrum". In het begin van de 16e eeuw was alleen nog de Elgera state over. De stins stond er toen nog, maar wanneer deze precies verdwenen is, is niet bekend.
In 1511 was er sprake van de state Nyedoor, dieper in de polder. Nyedoor en de Elgera state waren beide eigendom van Sits Walta, de weduwe van Syurd Aylva uit Schraard. Het is niet duidelijk of Nyedoor een geheel andere state is, of dat Nyedoor de opvolger is van de Egberts state. Nyedoor was tot de 20e eeuw een zelfstandige buurtschap. Daarna werd de boerderij op die plaats tot Barrum gerekend. Op kaarten uit de 19e eeuw staat echter voormamelijk Barrum als plaats.
In 1807 of 1809 werd bij de Tzummervaart in Barrum een poldermolen geplaatst voor de bemaling van de Barrumerpolder. Deze molen, een achtkante bovenkruier deed tot 1933 dienst waarna de molen gesloopt werd.
Steden, dorpen en gehuchten: Achlum · Baijum · Beetgum · Beetgumermolen · Berlikum · Blessum · Boer · Boksum · Deinum · Dongjum · Dronrijp · Engelum · Firdgum · Franeker · Herbaijum · Hitzum · Klooster-Lidlum · Marssum · Menaldum · Minnertsga · Nij Altoenae · Oosterbierum · Oude Leije (klein deel) · Oudebildtzijl · Peins · Pietersbierum · Ried · Ritsumazijl · Schalsum · Schingen · Sexbierum · Sint Annaparochie · Sint Jacobiparochie · Slappeterp · Spannum · Tzum · Tzummarum · Vrouwenparochie · Welsrijp · Westhoek · Wier · Winsum · Zweins

Buurtschappen: Arkens · Bonkwerd · Dijkshoek · Doijum · Fatum · Hatsum · Het Hooghout · Kie · Kiesterzijl · Kingmatille · Klooster Anjum · Koehool · Laakwerd · Lutjelollum · Miedum · Nieuwebildtzijl · Oosterend · Oosthoek · Rewerd (deels) · Roptazijl (deels) · Salverd · Schildum · Sopsum · Stad Niks · Tolsum · Tritzum · Tjeppenboer · Vrouwbuurtstermolen (deels) ·  Weakens · Westerend · Zwarte Haan

Voormalige buurtschappen:Barrum · De Kampen · De Poelen · De Vlaren · Dijksterhuizen · Franjumerburen · Holprijp · Koum · Langwerd · Teetlum · Memerd · War 

Friesland: Steden en dorpen      Nederland: Provincies · Gemeenten